# Coeloides
Coeloides is een geslacht van insecten uit de orde vliesvleugeligen (Hymenoptera) en de familie schildwespen (Braconidae).

## Soorten
Deze lijst van 32 stuks is mogelijk niet compleet.
- C. abdominalis (Zetterstedt, 1838)
- C. bostrichorum Giraud, 1872
- C. brevicaudis Gyorfi, 1941
- C. crocator (Kirby, 1837)
- C. changbaiensis Wang & Chen, 2006
- C. durangensis Mason, 1978
- C. filiformis Ratzeburg, 1852
- C. flavus Wang & Chen, 2006
- C. forsteri Haeselbarth, 1967
- C. glaboventris Wang & Chen, 2006
- C. guizhouensis Yang, 1996
- C. hummeli Fahringer, 1934
- C. japonicus Watanabe, 1958
- C. longquanus Wang & Chen, 2006
- C. melanostigma Strand, 1918
- C. melanotus Wesmael, 1838
- C. mexicanus Mason, 1978
- C. pissodis (Ashmead, 1889)
- C. qinlingensis Dang & Yang, 1989
- C. rossicus (Kokujev, 1902)
- C. rufovariegatus (Provancher, 1880)
- C. scolyticida Wesmael, 1838
- C. scolytivorus (Cresson, 1873)
- C. secundus (Dalla Torre, 1898)
- C. sonora Mason, 1978
- C. sordidator (Ratzeburg, 1844)
- C. strobilorum (Ratzeburg, 1848)
- C. subconcolor Russo, 1938
- C. sympitys Mason, 1978
- C. tsugatorus Mason, 1978
- C. ungularis Thomson, 1892
- C. vancouverensis (Dalla Torre, 1898)